# زمین‌لرزه ۲۰۱۰ باخا کالیفرنیا
زمین‌لرزه باخا کالیفرنیا  در تاریخ ۴ آوریل ۲۰۱۰ میلادی، برابر با ‎۱۵ فروردین ۱۳۸۹، ساعت ۲۲:۴۰:۴۳٫۰ به زمان یوتی‌سی در مکزیک ، منطقه باخا کالیفرنیا رخ داد.ژرفای این زلزله ۶٫۰ کیلومتر بود. بزرگی آن ۷٬۲ در مقیاس Mw بدست آمده‌است.
پروژهٔ جهانی تنسور گشتاور مرکزوار پارامتر زمان مرکزوار زمین‌لرزه را با اختلاف ۲۶٫۲ ثانیه نسبت به زمان رخداد اشاره شده در بالا و مختصات مرکزوار را در ۳۲°۱۹′شمالی ۱۱۵°۲۳′غربی / ۳۲٫۳۱°شمالی ۱۱۵٫۳۹°غربی محاسبه کرد و همچنین، ژرفا در ۱۲٫۸ کیلومتر بدست آمده‌است. در این محاسبات زاویه‌های (راستا، شیب، ریک) گسل سازندهٔ زمین‌لرزه و صفحه عمود بر آن برابر با (°۲۲۳، °۸۴، ° -۲) یا (°۳۱۳، °۸۸، °-۱۷۴) حاصل شده‌است.